# Комлєв Олександр Олександрович
Комлєв Олександр Олександрович (*20 лютого 1952 року) — український геоморфолог, доктор географічних наук, професор Київського національного університету імені Тараса Шевченка.

## Біографія
Народився 20 лютого 1952 року в селі Мшанець Комсомольського району (тепер Козятинського) Вінницької області. Закінчив у 1975 році географічний факультет Київського університету. З 1975 року працює в Київському університеті інженером, молодшим та старшим науковим співробітником, доцентом. З 2007 року професор кафедри землезнавства та геоморфології. Кандидатська дисертація «Мезо-кайнозойський долинний морфолітогенез північно-західної частини Українського щита та його вплив на утворення розсипищ» захищена у 1988 році, докторська дисертація «Історико-динамічні басейнові геоморфосистеми геоморфологічних формацій Українського щита» захищена у 2005 році. Розвиває морфохронодинамічний напрямок в геоморфології — концепції геоморфолітосфери, історико-динамічних систем морфолітогенезу (басейнових, долинних формацій), спрямовані на створення єдиної теорії морфогенезу Землі.

## Наукові праці
Автор понад 170 наук. праць, 5 монографій. Основні праці:
1. (рос.) Симметрия рельефа. — М., 1992 (в співавторстві).
2. (рос.) Закономерности долинного морфолитогенеза в мезокайнозое Украинского щита. — К., 1994.
3. (рос.) Особенности вещественного состава россыпей древних погребенных долин Украинского щита и некоторые палеогеографические аспекты их формирования. — К., 1994.